# Frökens första barn
Frökens första barn är en svensk komedifilm från 1950 i regi av Schamyl Bauman. I huvudrollerna ses Sickan Carlsson och Edvin Adolphson.

## Handling
Sonja Broberg behöver tjäna lite extra pengar. Hon träffar författaren Porshammar som håller på att skriva en bok om ensamma mödrar. Sonja utger sig för att själv vara ensamstående mor men lille Lukas har hon bara lånat från en barnstuga.

## Om filmen
Filmen premiärvisades den 26 juli 1950 på biograf Royal i Stockholm. Inspelningen utfördes vid Sandrew-ateljéerna i Stockholm med exteriörer från Tessinparken på Gärdet i Stockholm av Hilding Bladh. Vid lanseringen av filmen anlitades tecknaren MEM som försåg sina teckningar med tvetydiga texter i anslutning till filmens tema. Filmen har visats vid ett flertal tillfällen på TV3 samt i SVT, bland annat 2001, 2011, 2016 och i maj 2020.

## Rollista i urval
- Sickan Carlsson – Sonja Broberg, journalist, sekreterare
- Edvin Adolphson – Johannes Porshammar, författare
- Olof Winnerstrand – Albert Wahlstrand, bokförläggare
- Dagmar Ebbesen – Viktoria, husföreståndarinna hos Porshammar
- Viveca Serlachius – Birgit Björk, föreståndarinna för Småttingbo barnpensionat
- Sven Lindberg – Willgott Mosch, barnavårdskurator
- Douglas Håge – Gustafson, portvakt
- Nils Kihlberg – Göran Hallman, redaktör
- Gösta Cederlund – Adolf Mosch, Willgotts far
- Gull Natorp – Betty Mosch, Willgotts mor
- Christer Borg – Lukas, Göran Hallmans pojke
- Stig Johanson – chaufför på pappersbuss
- Bellan Roos – Willgotts pensionatsvärdinna
- Carl-Axel Elfving – Nysis, kanonfotograf
- Arthur Fischer – redaktör Alander
- Bill Guldager – Jan Ekström, förväxlade pojken från Småttingbo
- Chris Wahlström – ensam platssökande mor
- Axel Högel – Karlsson, kusk på makarna Moschs gods
- Astrid Bodin – Augusta, husjungfru hos makarna Mosch
- Harriet Andersson – Göran Hallmans brud

## Musik i filmen
- Små grodorna
- Curlingvisa, kompositör Schamyl Bauman, text Sölve Cederstrand
- Kväsarvalsen (En kvanting träder i salen in), musikbearbetning och text 1898 Arthur Högstedt, ny text 1899 Emil Norlander, instrumental
- Too Fat Polka (Papperspolka), kompositör och engelsk text Ross MacLean och Arthur Richardson, svensk text Gustaf Emanuel Johansson, sång Carl Reinholdz
- Ein Sommernachtstraum. Hochzeitmarsch (En midsommarnattsdröm. Bröllopsmarsch), kompositör Felix Mendelssohn-Bartholdy, instrumental